# 根室魯氏魚
根室魯氏魚（学名：Rouleina guentheri），又名黑頭魚，为黑頭魚科魯氏魚屬下的一个种，為深海魚類，分布於印度西太平洋，包括東海海域，深度500-1300公尺，體長可達23公分，棲息在中層水域，生活習性不明。